# Heinrich von Tschirschky
Heinrich Leonhard von Tschirschky und Bögendorff (Dresda, 15 agosto 1858 – Vienna, 15 novembre 1916) è stato un diplomatico tedesco.
Fu, per un breve periodo (1906-1907), Ministro degli Esteri della Germania. Tra il 1908 e il 1916 ricoprì la carica di ambasciatore a Vienna. Durante questo periodo ebbe una notevole ascendenza sul Ministro degli Esteri austriaco Berchtold, soprattutto al tempo della Crisi che precedette e aprì la prima guerra mondiale.

## Biografia
Tschirschky apparteneva ad una nobile famiglia della Sassonia, suo padre era il Ministro degli Interni del Regno di Sassonia Otto von Tschirschky e suo figlio sarebbe stato Fritz Günther von Tschirschky.
Heinrich studiò all'Università di Dresda ed entrò, grazie agli aiuti del figlio di Otto von Bismarck, Herbert von Bismarck, nel corpo diplomatico tedesco; fu inviato come chargé d'affaire ad Atene, Berna, Costantinopoli e poi San Pietroburgo e collaboratore dell'ambasciatore tedesco a Londra Paul von Hatzfeldt (1831-1901).
Nel 1902 fu nominato ambasciatore in Lussemburgo e poi assessore comunale di Schwerin in Meclemburgo. Entrato in modo attivo nella politica tedesca, fece parte dell'area moderata che faceva capo al liberale Oswald von Richthofen e al diplomatico Wilhelm von Schoen.

### Ministro degli Esteri
Dal gennaio 1906 all'ottobre 1907 Tschirschky ricoprì la carica di Segretario di Stato agli Esteri nel governo del Cancelliere Bernhard von Bülow.
In occasione della Conferenza di Algeciras tentò di evitare lo scontro franco-spagnolo in Marocco, ma anche il troppo potere che poteva scaturire da un impero francese nell'Africa settentrionale; mandò così due ufficiali diplomatici a Rabat per fuorviare il governo francese, Hans Bogislav von Schwerin (1883-1967) e Carl von Schumann. La sua missione diplomatica non ebbe il successo sperato ma si evitò lo scontro militare.

### Ambasciatore a Vienna
Nel 1908 succedette a Karl von Wedel (1842-1919) nelle veci di ambasciatore in Austria. Durante la Crisi di luglio del 1914 che precedette la Prima Guerra mondiale spinse, in linea con il suo imperatore Guglielmo II, l'indeciso Ministro degli Esteri austriaco Leopold Berchtold ad un'azione energica contro la Serbia. Contestualmente però insistette anche, e inutilmente, presso il governo di Vienna per concedere qualcosa all'Italia affinché non abbandonasse la Triplice Alleanza.
Richiamato in Germania, venne incaricato dal Ministro degli Esteri Gottlieb von Jagow di ricoprire la carica di ispettore delle forze tedesche occupate nel Carso al fianco delle truppe austriache. 

### Giudizi
Di lui gran parte dei politici tedeschi dell'epoca, primi tra tutti il democratico Friedrich von Payer e Siegfried von Roedern (1870-1954), non ebbero una buona opinione, ritenendolo una "pedina nel gioco dei potenti". Altri tuttavia, come il conservatore Clemens von Delbrück, gli ex Ministri degli Esteri Joseph Maria von Radowitz, Adolf Marschall von Bieberstein e lo stesso Theobald von Bethmann-Hollweg lo descrivono come un uomo molto portato per il suo compito e non privo di iniziativa.